# Metriocnemus niphetobia
Metriocnemus niphetobia är en tvåvingeart som först beskrevs av Jean-Jacques Kieffer 1925.  Metriocnemus niphetobia ingår i släktet Metriocnemus och familjen fjädermyggor.
Artens utbredningsområde är Tyskland. Inga underarter finns listade i Catalogue of Life.